# Slovinces
Les Slovinces, également connus sous le nom de Cachoubes de Łeba, sont un sous-groupe ethnique presque éteint du peuple cachoube, originaire du nord-ouest de la Cachoubie (dans la voïvodie de Poméranie, en Pologne), habitant la région autour des lacs de Łebsko (en) et de Gardno (en). Au lendemain de la Seconde Guerre mondiale, les Slovinces ont émigré en masse vers l'Allemagne, les dernières familles étant parties dans les années 1980. Historiquement, ils parlaient le slovince, une langue éteinte au début du XXe siècle, ainsi que le cachoube, le polonais, l'allemand et le bas allemand.

## Histoire
Les ancêtres des Slovinces, les Poméraniens, des Slaves occidentaux, se sont installés en Cachoubie après la période des grandes migrations. Suite à l'Ostsiedlung, les Slovinces, comme la plupart des autres Wendes, se sont progressivement germanisés. L'adoption du luthéranisme dans le duché de Poméranie en 1534,, distingue alors les Slovinces des Cachoubes de Poméranie, qui restent catholiques romains. Au XVIe siècle, le terme « slovince » était également appliqué aux locuteurs slaves de la région de Bytów (Bütow), plus au sud.
Aux XVIe et XVIIe siècles, Michael Brüggemann (en), Simon Krofey (Szimon Krofej) et J. M. Sporgius introduisirent le langage cachoube dans l'Église luthérienne. Krofey, pasteur à Bytów (Bütow), publie en 1586 un recueil de chants religieux, écrit en polonais mais contenant également quelques paroles cachoubes. Brüggemann, pasteur à Schmolsin, publie quant à lui une traduction polonaise de certaines œuvres de Martin Luther et de textes bibliques, qui contenaient également des éléments cachoubes. D'autres textes bibliques ont été publiés en 1700 par Sporgius, pasteur à Schmolsin. Ses Schmolsiner Perikopen, dont la majeure partie est écrite dans le même style polono-cachoube que les livres de Krofey et de Brüggemann, contiennent également de petits passages (« 6e dimanche après l'Épiphanie ») écrits en pur cachoube.
Hilferding (1862) et Parczewski (1896) observent un changement linguistique progressif dans la population cachoube qui abandonne la langue vernaculaire slave pour le dialecte local ouest-germanique (poméranien oriental, haut allemand, bas prussien).
Dans les années 1920, les villages slovinces étaient devenus linguistiquement germaniques, même si une conscience slovince subsistait. La région est restée à l'intérieur des frontières de l'Allemagne jusqu'en 1945, date à laquelle elle est attribuée à la Pologne. Certains Slovinces ont été expulsés avec la population allemande, d'autres ont été autorisés à rester. Dans les années 1950, principalement dans le village de Kluki (anciennement Klucken), quelques personnes âgées se souvenaient encore de fragments de langue slovince.
Les Slovinces restants ont commencé à demander le droit d'émigrer vers l'Allemagne de l'Ouest, et pratiquement toutes les familles slovinces restantes étaient parties dans les années 1980.